# Let me...
『Let me...』（レット ミー）は、日本の歌手・Soweluの1枚目のミニ・アルバム。2011年8月24日発売。発売元はrhythm zone。

## 解説
- ジャケット写真・収録楽曲・DVDの中身が異なる、♂盤（for MEN）、♀盤（for WOMEN）の2形態で発売した[1]。
- 「Let ME Lead U」のMVではベットシーンなどの大胆な濡れ場に挑んだ[2]。

## 収録曲

### CD
1. I want U to... feat.WISE
2. Let ME Lead U

自主規制音が入っている。
1. WOMAN
2. Diamond
3. Endless Summer
4. 君のいない世界

### DVD
1. I want U to... feat.WISE (MUSIC VIDEO)
2. ジャケット撮影～MUSIC VIDEO撮影 (MAKING映像)